# Jan Seidl (fotbalista)
Jan Seidl  (23. května 1917 – 4. března 1978) byl československý fotbalista, útočník.

## Fotbalová kariéra
V letech 1937–1949 hrál za SK Kladno (společně s kladenskou legendou Františkem Klozem) a nastřílel za tento jediný klub 104 prvoligových branek ve 190 utkáních. Je tak členem prestižního Klubu ligových kanonýrů. Ve Středoevropském poháru nastoupil ve 4 utkáních a dal 1 gól.

## Ligová bilance
| Ročník                                     | Zápasy | Góly | Klub        |
| ------------------------------------------ | ------ | ---- | ----------- |
| Státní liga 1937/38                        | -      | 3    | SK Kladno   |
| Státní liga 1938/39                        | 18     | 3    | SK Kladno   |
| Národní liga 1939/40                       | -      | 17   | SK Kladno   |
| Národní liga 1940/41                       | -      | 16   | SK Kladno   |
| Národní liga 1941/42                       | -      | 3    | SK Kladno   |
| Národní liga 1942/43                       | -      | 9    | SK Kladno   |
| Národní liga 1943/44                       | -      | 8    | SK Kladno   |
| Státní liga 1945/46                        | -      | 20   | SK Kladno   |
| Státní liga 1946/47                        | -      | 10   | SK Kladno   |
| Státní liga 1948                           | -      | 9    | SK Kladno   |
| Celostátní československé mistrovství 1949 | -      | 5    | SONP Kladno |
| CELKEM                                     | 190    | 104  |             |